# Fundación Mario Benedetti
La Fundación Mario Benedetti es una institución sin ánimo de lucro creada por el escritor y poeta Mario Benedetti, para preservar su obra, apoyar la literatura y la lucha por los derechos humanos (en especial el esclarecimiento del paradero de los detenidos desaparecidos en Uruguay). La fundación conserva el archivo y la biblioteca del autor y otorga el Premio Internacional Mario Benedetti a la Lucha por los Derechos Humanos y la Solidaridad.

## Finalidad
En el Testamento de Mario Benedetti) se declara que: "El objeto de la Fundación será la conservación, organización, clasificación, ordenamiento, promoción, difusión, administración y edición de la obra de Mario Benedetti, así como el apoyo y aporte a organizaciones defensoras de los derechos humanos, en especial las dedicadas al esclarecimiento y la investigación de los detenidos desaparecidos en nuestro país, respetando en todo caso el pensamiento y convicciones del autor. Dentro del objeto se entiende comprendido el desarrollo de actividades culturales vinculadas al ámbito literario" 

## Biblioteca y Museo

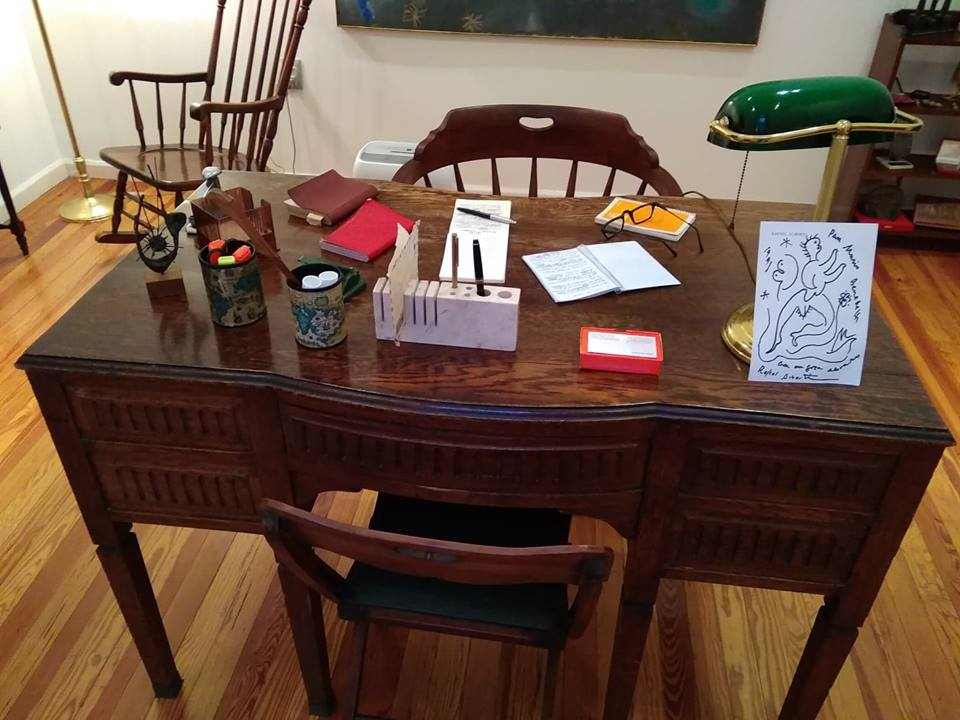
Escritorio de Mario Benedetti en el museo de su Fundación (Montevideo, Uruguay)

La Fundación preserva en su sede de Montevideo la biblioteca personal de Mario Benedetti compuesta por diez mil volúmenes, y un pequeño museo en el que se conserva su escritorio, premios recibidos, manuscritos originales de su obra, y algunos objetos personales como sus tirantes, sus lentes, su lapicera y tazas de los cafés de Montevideo que frecuentaba.

## Actividades principales
En la sede de la Fundación se realizan presentaciones de libros, ciclos de poesía, talleres, conferencias, debates, y se recibe la visita de grupos organizados de estudiantes junto con sus docentes.
En 2020 las actividades estarán centradas en el centenario del nacimiento del autor, ocasión a la cual le estará dedicado el Día del Patrimonio de ese año y se realizará, además, el estreno de un espectáculo del Ballet Nacional del SODRE basado en la novela La tregua, entre otros festejos.
Con motivo del aniversario de la muerte del poeta, la Fundación organiza diversos eventos.

## Autoridades y Coordinación

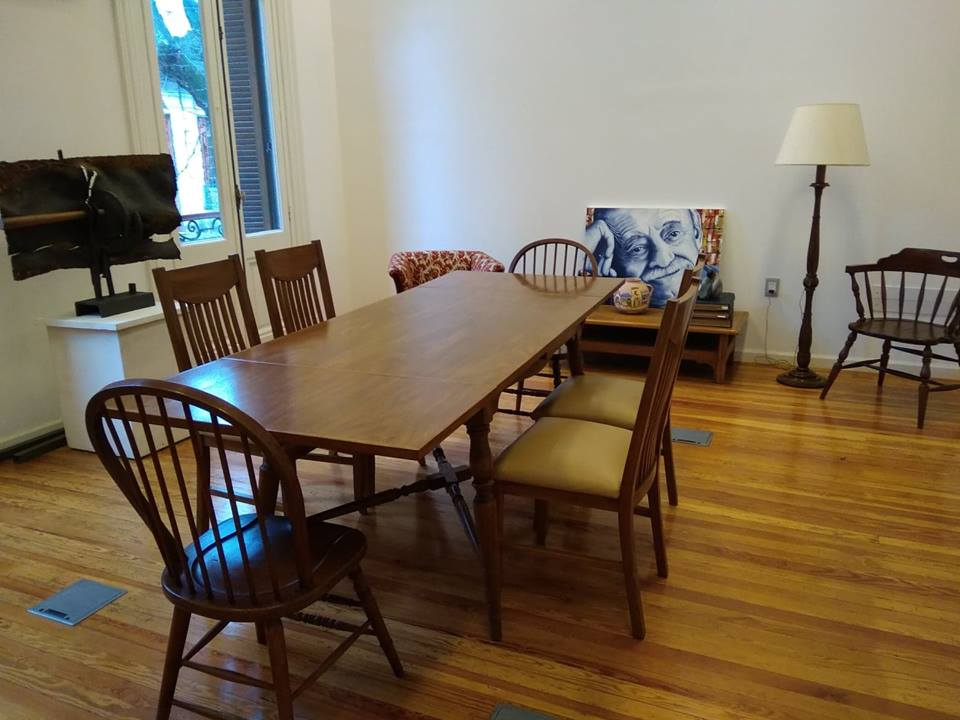
Sala del Consejo de la Fundación Benedetti, con la mesa que perteneció al comedor del poeta.

### Consejo de Administración
- Hortensia Campanella, Presidenta.
- Washington Carrasco, Secretario.
- Andrés Olivetti, Tesorero.
- Diane Denoir, Vocal.
- Silvia Guerra, Vocal.

### Consejeros anteriores
- Sylvia Lago, expresidenta
- Ricardo Casas, expresidente
- Guillermo Chiflet
- Ricardo Elena
- Eduardo Galeano
- Daniel Viglietti

### Coordinador
- Roberto López Belloso

## Premios que otorga
La Fundación entrega los siguientes premios:

### Premio Internacional Mario Benedetti a la Lucha por los Derechos Humanos y la Solidaridad
Los distinguidos por este premio han sido:
- Leonard Peltier, 2013.
- Mariana Mota, 2014.
- Belela Herrera, 2015.
- Miguel Soler, 2016.
- Leonardo Boff, 2017.
- Ernesto Cardenal, 2018.[2]

### Premios Literarios
- Ensayo 2011: Compartido por Gerardo Ciancio, y por Jorge Basilago y Guillermo Pellegrino.[4]
- Poesía 2016: Julia Santibáñez.[5]